# Merkato
El Merkato (también llamado Addis Ketema que significa Ciudad Nueva; popularmente sólo Mercato, que en italiano quiere decir "mercado") es el nombre para el gran mercado al aire libre en el distrito de Addis Ketema de Adís Abeba, la capital del país africano de Etiopía, y para el barrio en el que se encuentra. 
Mercato es el mayor mercado al aire libre en África, cubre varios kilómetros cuadrados y  emplea un estimado de 13.000 personas en 7.100 entidades empresariales. La mercancía principal que pasa por el Mercado son productos agrícolas cultivados localmente - sobre todo café-. 
El Addis Mercato fue instituido por las políticas segregacionistas del gobierno colonial italiano.